# Фавст Корнелій Сулла Фелікс
Фавст Корне́лій Су́лла Фе́лікс (лат. Faustus Cornelius Sulla Felix, 24 — 62) — політичний діяч ранньої Римської імперії, консул 52 року.

## Життєпис
Походив з патриціанського роду Корнеліїв. Син Фавста Корнелія Сулли, консула-суффекта 31 року, та Доміції Лепіди. Був єдиноутробним братом Валерії Мессаліни, дружини імператора Клавдія. Близько 47 року одружився з Антонією, донькою Клавдія. У 52 році обрано консулом разом з Луцієм Сальвієм Отоном Тіціаном. З 55 року став членом колегії арвальських братів.
Імператор Нерон ставився до Сулли вкрай підозріло через його знатність та родинні стосунки з імператорською сім'єю, попри те, що Сулла був відомий як боязка й нерішуча людина. У 55 році префект преторія Бурр та впливовий вільновідпущеник Клавдія Паллант були звинувачені у тому, що мають намір повалити імператора Нерона і передати владу Суллі. Втім, підсудні були виправдані, обвинувач Пет вигнаний за наклеп. У 57 році Грапт, вільновідпущеник Нерона, звинуватив Суллу у тому, що той влаштував засідку на Нерона на Фламінієвій дорозі. Ніяких доказів проти Сулли знайдено не було, однак Нерон наказав йому вирушити у вигнання до м. Массілії (сучасний Марсель). У 62 році префект преторія Тигеллін доніс Нерону, що Фавст Сулла спільно з Рубеллієм Плавтом готує заколот й має намір збунтувати військо у Германії. Відповідно до розпорядження Нерона, до Сулли були підіслані вбивці, незабаром його голову доставили до Риму. У листі до сенату Нерон не взяв на себе відповідальність за вбивство Сулли, а лише звинуватив його в бунтівних настроях. Сенатори ухвалили рішення виключити Фавста Корнелія Суллу з сенату і призначити молебень на честь його смерті.

## Родина
Дружина — Клавдія Антонія
Діти:
- Фавст Корнелій Сулла